# Blohm & Voss Ha 137
Blohm & Voss Ha 137 – niemiecki bombowiec nurkujący z lat 30. XX wieku. Był pierwszym projektem samolotu bezpośredniego wsparcia Blohm & Voss dla odradzających się po I wojnie światowej niemieckich sił lotniczych. Ostatecznie ustąpił jednak miejsca projektowi Junkersa – Ju 87, który przyjęto do produkcji. Wart odnotowania jest fakt, iż Ha 137 konkurował potem również z prototypem Henschela – Hs 123.

## Historia

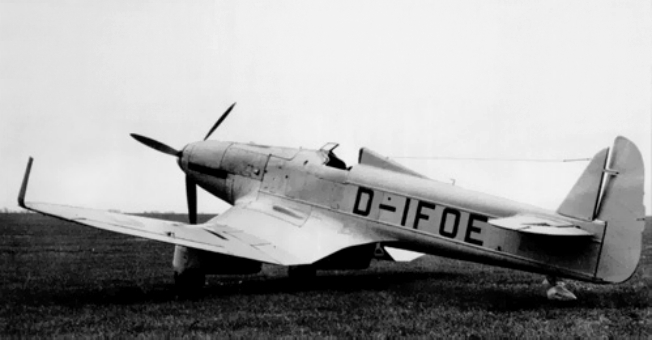
Blohm & Voss Ha 137 V5

W roku 1934 C-Amt w ministerstwie lotnictwa Rzeszy rozesłał, w ramach programu rozwojowego dla bombowca nurkującego, zamówienia na przygotowanie 6 prototypów. Wymagania, jakie postawiono przed konstruktorami mieściły się w jednym zdaniu: Luftwaffe życzy sobie jednego lekkiego jednomiejscowego, a drugiego cięższego i dwumiejscowego samolotu bezpośredniego wsparcia (nurkującego). Inżynier Richard Vogt z Blohm & Voss miał doświadczenie w projektowaniu tego typu konstrukcji – przez pewien czas zajmował się podobnymi maszynami w firmie Kawasaki. Jego ostatnim projektem przed opuszczeniem Japonii był doświadczalny myśliwiec Kawasaki Ki-5. Był to nieduży, wolnonośny dolnopłat o całkowicie metalowej konstrukcji. Na podstawie tej konstrukcji Vogt przedstawił do konkursu projekt P6. Na początku jako jednostki napędowej użył rozwijanego wówczas w zakładach Bayerische Motorenwerke silnika BMW XV, którego moc maksymalną szacowano na około 600 KM. Silnika jednak nie ukończono na czas, przez co musiano posłużyć się inną jednostką – wybór padł na gwiazdowy silnik BMW 132 o mocy 739 KM, który był niemiecką wersją amerykańskiego silnika Hornet firmy Pratt & Whitney. Prototyp napędzany tym silnikiem oznaczono jako P6a, a konstrukcja wyposażoną w silnik Rolls-Royce Kestrel oznaczono jako P6b. Prezentacja projektów Hamburger Flugzeugbau zaowocowała zleceniem budowy trzech prototypów z oznaczeniem Ha 137. W dniu 9 października 1934 roku odbyły się testy drewnianej makiety maszyny, a około 7 miesięcy później, 13 maja 1935 roku, oblatano prototyp Ha 137 V1 (D-IXAX). W niedługim czasie do podobnych prób gotowy był Ha 137 V2 (D-IGBI).
Był to samolot jednomiejscowy, dlatego też wystartował w początkowej fazie konkursu tzw. Sofortprogramm des Sturzbomber-Wettbewerbs (program natychmiastowy konkursu na bombowiec nurkujący). Zwycięzcą okazał się jednak prototyp Henschela – Hs 123. Pomimo swojej uniwersalności (mógł służyć do zadań szturmowych oraz jako myśliwiec), szanse na produkcję spadły drastycznie. Ministerstwo Lotnictwa pozostawiło jednak Ha 137 w konkursie, jako alternatywę dla innych zgłoszonych konstrukcji. Słabością decydującą o ostatecznej porażce był zbyt mały udźwig i brak stanowiska tylnego strzelca. Oprócz Ha 137 w kolejnym etapie konkursu udział brały projekty Heinkla (Heinkel He 118), Arado (Ar 81) oraz zwycięski, jak się później okazało, Junkers Ju 87.
Trzeci prototyp Ha 137 V3 (D-IZIQ) miał się stać podstawą dla ewentualnej wersji Ha 137B. Otrzymał on najlepszy wówczas silnik rzędowy Rolls-Royce Kestrel V, chłodzony cieczą, 12-cylindrowy o mocy dochodzącej do 640 KM na wysokości 4200 m. Napędzał on dwułopatowe drewniane śmigło o stałym skoku. Testy prototypów V1 i V2 rozpoczęły się latem 1935 roku w Travemünde. Podczas prób uzbrojenia w październiku 1935 roku doszło do wypadku – eksplodowała amunicja znajdująca się w prawym centropłacie samolotu Ha 137 V1. Ha 137 V3 odbył za to wiele lotów próbnych w czerwcu 1936 roku na lotnisku w Rechlinie.
W tym samym miesiącu roku 1936 nowym szefem Technisches Amt przy RLM został Ernst Udet. Zastąpił on na tym stanowisku płk. Wolframa von Richtofena – osobę szczególnie zainteresowaną rozwojem Ha 137 z myślą użycia go jako samolotu szturmowego. Udet stał jednak na stanowisku, iż to Ju 87 stanie się jedyną uniwersalną maszyną do zadań tego typu na następne 10 lat. Stało się jasne, że Ha 137 nie będzie na wyposażeniu Luftwaffe. Firma Hamburger Flugzeugbau podjęła jednak próbę stworzenia morskiej wersji tej maszyny, zdolnej do operowania z lotniskowca – w tamtym czasie planowano jeszcze w Niemczech budowę lotniskowców dla Kriegsmarine. Projekt 11 planowo miał być wyposażony w stałe podwozie kołowe, a projekt 11a w pływaki. Oba samoloty miał napędzać silnik BMW 132. W tym przypadku o niepowodzeniu zadecydował mały zasięg i jednoosobowa konstrukcja. Mimo braku zainteresowania konstrukcją Ha 137 wyprodukowano jeszcze trzy prototypy: V4 (D-IFOE), V5 (D-IUXU) oraz V6 (D-IDTE). Tym razem jako jednostki napędowe wykorzystano silniki Jumo 210 Aa, które musiały napędzać metalowe, trójłopatowe, przestawne śmigło o średnicy 3,2 metra. Prototyp V6 uległ kompletnemu zniszczeniu podczas awaryjnego lądowania w lipcu 1937 roku. Pozostałych samolotów Luftwaffe używała do innych prób i eksperymentów. Prototyp V4 przekazany został do Erprobungsstelle fur Bordwaffe (centrum prób z bronią pokładową) w Tarnewitz. Samolot ten, z oznaczeniem kodowym na kadłubie NE + AG, służył m.in. do prób z rakietami RZ65.